# Rubensstraße 3 (München)

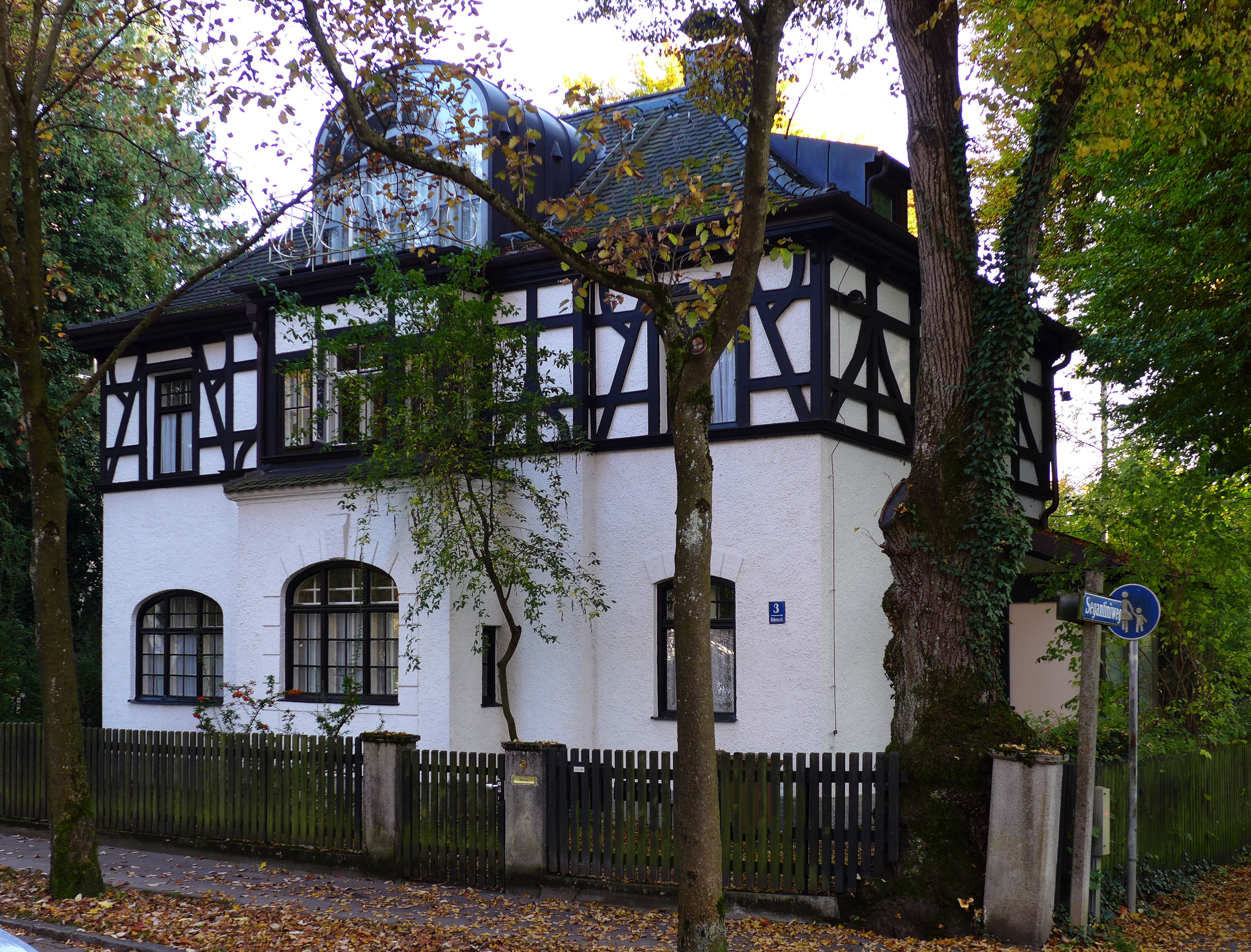
Haus Rubensstraße 3 in Obermenzing

Das Wohnhaus Rubensstraße 3 im Stadtteil Obermenzing der bayerischen Landeshauptstadt München wurde um 1897 errichtet. Die Villa an der Rubensstraße, die zur Villenkolonie Pasing II gehört, ist ein geschütztes Baudenkmal.
Die Villa mit Walmdach und Fachwerkobergeschoss wurde vom Büro August Exter entworfen. Das Haus, das zur Frühbebauung der Straße gehört, wurde in leicht geänderter Form noch einmal als Nr. 6 der Straße gebaut. Der Mittelrisalit trug vor dem Umbau im Jahr 1977 eine Kuppel.